# Ram Vilas Paswan

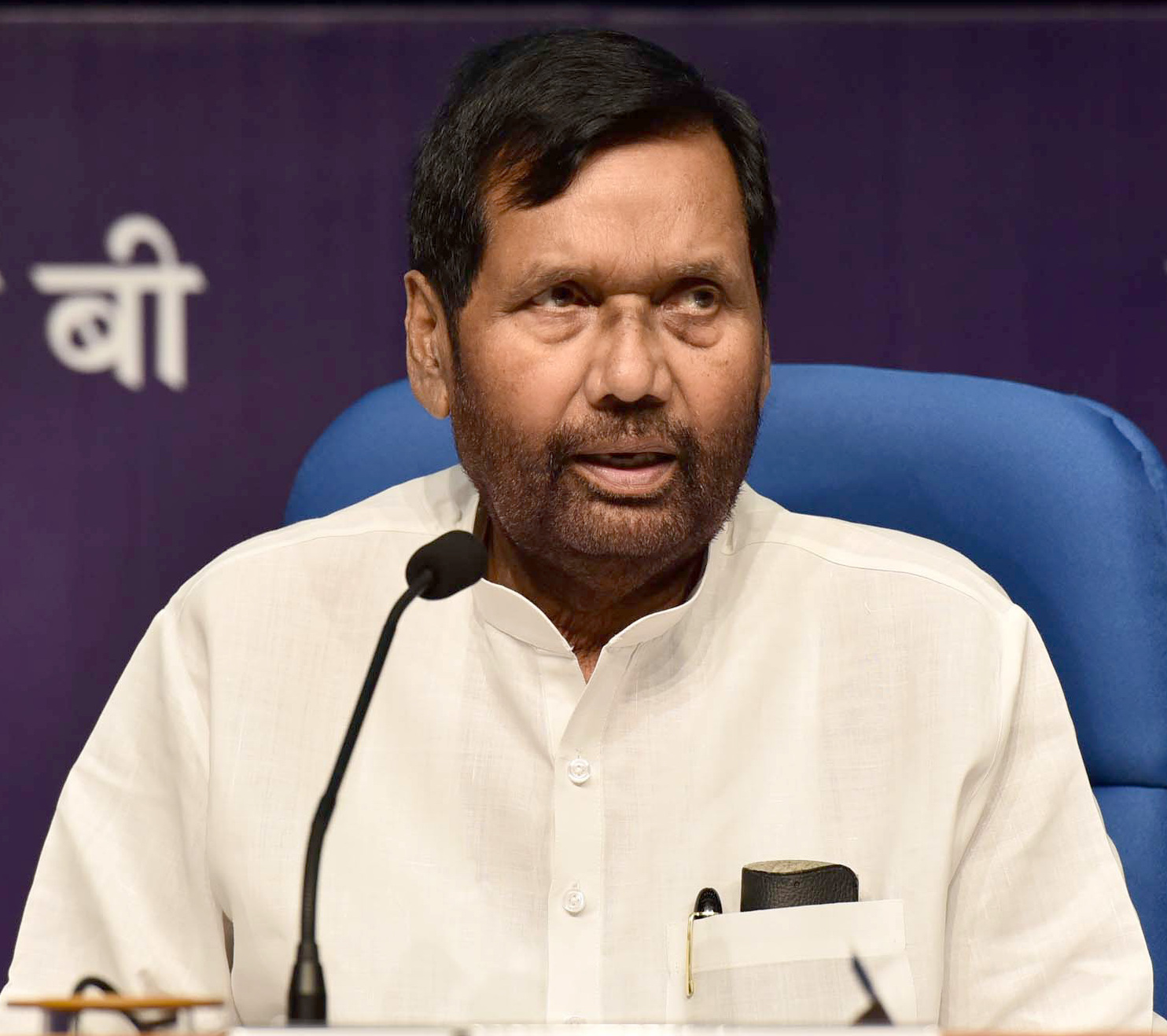
Ram Vilas Paswan (2018)

Ram Vilas Paswan (Hindi रामविलास पासवान; * 5. Juli 1946 in Shaharbanni, Distrikt Khagaria, Britisch-Indien, heute: Bihar; † 8. Oktober 2020 in Neu-Delhi) war ein indischer Politiker der Janata Party (JP), der Janata Dal (JD) sowie zuletzt der Lok Janshakti Party (LJP). Er war zwischen 1977 und 1984, von 1989 bis 2009 sowie erneut von 2014 bis 2019 Mitglied der Lok Sabha, des Unterhauses des indischen Parlaments. In zahlreichen Kabinetten war er Minister und bekleidete unter anderem von 1996 bis 1998 das Amt des Eisenbahnministers. Er war ferner zwischen 2009 und 2014 sowie erneut von 2019 bis zu seinem Tode 2020 Mitglied der Rajya Sabha, des Oberhauses des Parlaments.

## Leben

### Mitglied der Legislativversammlung von Bihar und der Lok Sabha
Ram Vilas Paswan, Sohn von Jamun Paswan und Siya Devi, begann nach dem Besuch des Kosi College in Khagaria zunächst ein Studium der Rechtswissenschaften an der Patna University, das er mit einem Bachelor of Laws (LL.B.) beendete. Ein postgraduales Studium an der Patna University schloss er mit einem Master of Arts (M.A.) ab. Nach Abschluss des Studiums trat er 1969 als Deputy superintendent of police (DSP) in den Polizeidienst ein. Kurz darauf begann er jedoch seine politische Laufbahn und wurde noch 1969 für die Samyukta Socialist Party (SSP) Mitglied der Legislativversammlung des Bundesstaates Bihar, der Bihar Legislative Assembly, und gehörte dieser bis 1977 an. Während dieser Zeit wurde er 1970 zunächst Gemeinsamer Sekretär der SSP in Bihar und nach seinem Wechsel zur Lok Dal 1974 deren Generalsekretär in Bihar.
Bei der Wahl vom 16. bis 20. März 1977 wurde Paswan erstmals zum Mitglied der Lok Sabha, des Unterhauses des indischen Parlaments, gewählt und gehörte diesem nach seiner Wiederwahl bei der Wahl vom 3. bis 6. Januar 1980 in der sechsten und siebten Legislaturperiode bis zu seiner Niederlage bei der Wahl am 24., 27. und 28. Dezember 1984 an. Während dieser Zeit war er zwischen 1982 und 1984 Vorsitzender der Fraktion der Lok Dal in der Lok Sabha sowie 1983 Gründer und erster Nationalpräsident von Dalit, eine Organisation, die sich für die soziale und gesellschaftliche Unterstützung der Dalit einsetzt, der Nachfahren der indischen Ureinwohner. Nach seinem Ausscheiden aus dem Parlament war er von 1985 bis 1987 zuerst Nationaler Generalsekretär der Lok Dal sowie nach seinem Wechsel zur Janata Party (JP) zwischen 1987 und 1988 deren Nationaler Generalsekretär. Nach der Gründung der Janata Dal (JD) durch Vishwanath Pratap Singh am 11. Oktober 1988 war er von 1988 bis 1990 Nationaler Generalsekretär der JD sowie zugleich Sekretär der Nationalen Front.

### Unionsminister
Ram Vilas Paswan wurde bei der Wahl am 22. und 26. November 1989 wieder zum Mitglied der Lok Sabha gewählt. Kurz darauf wurde er am 13. Dezember 1989 als Minister für Arbeit und Wohlfahrt in das Kabinett V. P. Singh berufen und gehörte diesem bis zum 7. November 1990 an. Bei der Wahl am 20. Mai, sowie 12. und 15. Juni 1991 erfolgte seine Wiederwahl zum Mitglied der Lok Sabha, woraufhin er in der zehnten Legislaturperiode zwischen 1991 und 1996 Mitglied des Ständigen Ausschusses für Inneres sowie Mitglied des Unternehmensbeirates war. Auch bei der Wahl am 27. April, sowie 2. und 7. Mai 1996 wurde er wiederum zum Mitglied der Lok Sabha gewählt. Kurz darauf wurde er am 2. Juni 1996 als Eisenbahnministers in das Kabinett Deve Gowda berufen und bekleidete dieses Ministeramt bis zum Ende von Deve Gowdas Amtszeit am 21. April 1997. Zugleich fungierte er in Personalunion vom 2. Juni 1996 bis zu seiner Ablösung durch Srikant Kumar Jena am 29. Juni 1996 als Minister für Parlamentarische Angelegenheiten. Das Amt des Eisenbahnministers bekleidete er vom 22. April 1997 bis zum 19. März 1998 auch im nachfolgenden Kabinett Gujral. Darüber hinaus fungierte er in der elften Legislaturperiode zwischen Juni 1996 und März 1998 auch als Führer der Regierung in der Lok Sabha (Leader of the House), da sowohl Premierminister H. D. Deve Gowda als auch dessen Nachfolger Inder Kumar Gujral keine Mitglieder des Unterhauses waren, sondern der Rajya Sabha, dem Oberhaus des Parlaments, angehörten.
Bei der Wahl am 16., 22., 23. und 28. Februar sowie am 7. März 1998 wurde Paswan erneut zum Mitglied der Lok Sabha gewählt. In der zwölften Legislaturperiode war er daraufhin zwischen März 1998 und Oktober 1999 Vorsitzender der Fraktion der Janata Dal sowie Mitglied des Ständigen Ausschusses für Eisenbahnen, des Ausschusses für Allgemeine Angelegenheiten sowie darüber hinaus Mitglied des Beratungsausschusses des Innenministeriums. Er wurde bei der Wahl zwischen dem 5. September und 4. Oktober 1999 wiederum Mitglied der Lok Sabha gewählt. Anschließend war er im Kabinett Vajpayee III vom 13. Oktober 1999 bis zu seiner Ablösung durch Pramod Mahajan zunächst Minister für Kommunikation und Informationstechnologie. Am 28. November 2000 gründete er nach dem Bruch mit der Janata Dal die Lok Janshakti Party und wurde deren Gründungsvorsitzender. Im Zuge der Kabinettsumbildung am 1. September 2001 übernahm er von Sunder Lal Patwa das Amt als Minister für Kohle und Bodenschätze und hatte dieses bis zu seinem Rücktritt am 29. April 2002 inne, woraufhin Lal Krishna Advani seine Nachfolge antrat.
Bei der Wahl zwischen dem 20. April 2004 und dem 10. Mai 2004 erfolgte seine Wiederwahl zum Mitglied der Lok Sabha. Seine Lok Janshakti Party bildete bei dieser Wahl die United Progressive Alliance, eine Kooperation mit dem Indischen Nationalkongress (INC) und anderen Parteien. Mit 2.771.427 Stimmen (0,71 Prozent) erreichte sie vier der 545 Mandate in der Lok Sabha. In dem anschließend am 22. Mai 2004 gebildeten Kabinett Manmohan Singh I übernahm er die Posten als Minister für Chemikalien und Düngemittel sowie als Minister für Stahl und hatte diese Funktion bis zum Ende von Singhs Amtszeit am 22. Mai 2009 inne.

### Wahlniederlage 2009 und Rajya-Sabha-Mitglied

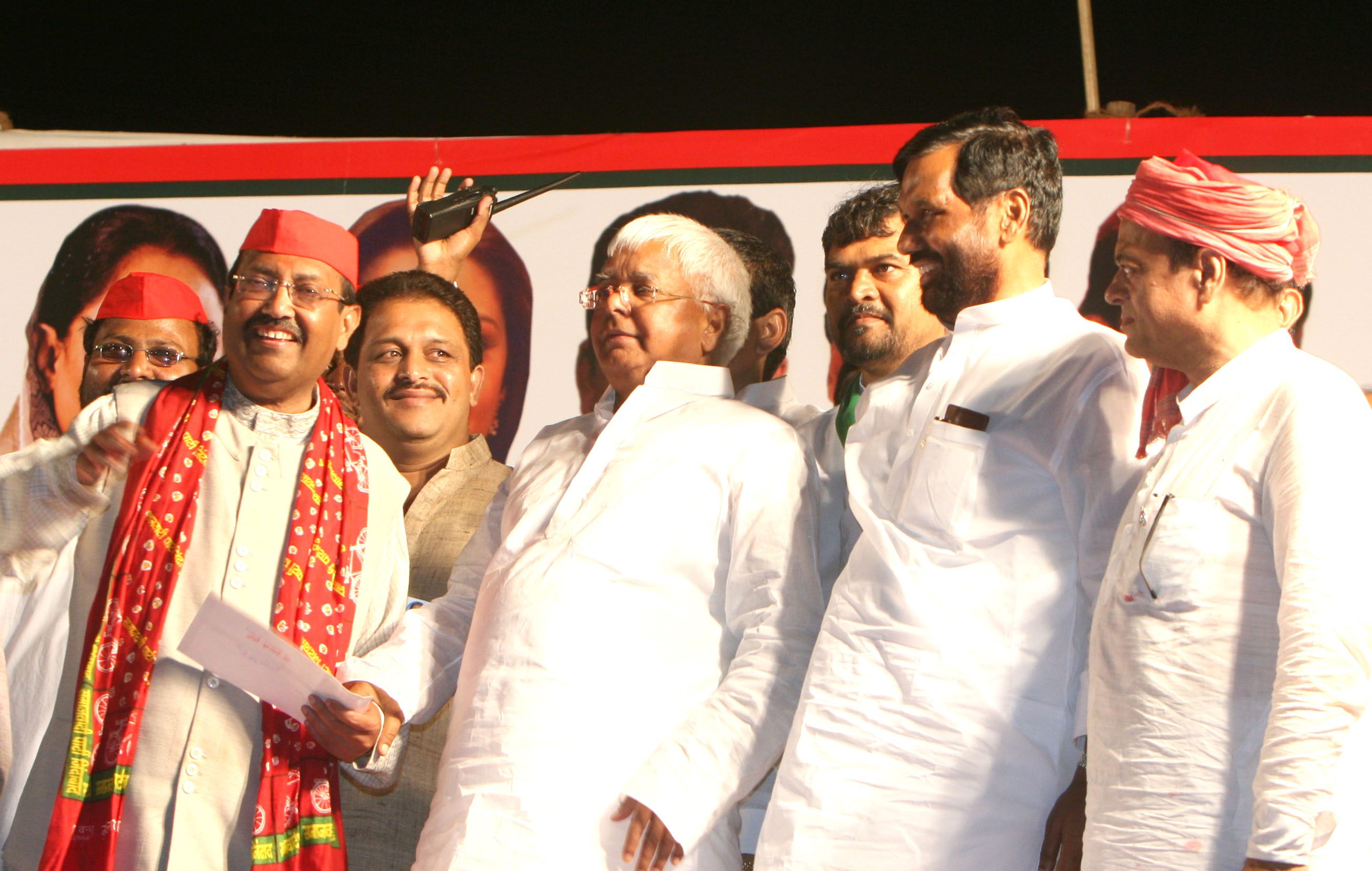
Politiker der Fourth Front bei einer Wahlkampfveranstaltung in Mumbai am 24. April 2009. Erste Reihe von links: Amar Singh, Lalu Prasad Yadav und Ram Vilas Paswan.

Bei der Wahl am 16., 22./23. und 30. April sowie am 7. und 13. Mai 2009 gehörte die Lok Janshakti Party (LJP) von Ram Vilas Paswan zur Fourth Front, ein Zusammenschluss einiger Parteien, die keinem anderen Bündnis angehörten. Dazu gehörte neber der LJP die Rashtriya Janata Dal (RJD) beide mit Schwerpunkt in Bihar, die früher zum UPA-Parteienbündnis gehört hatten. Hinzu kam die hauptsächlich in Uttar Pradesh beheimatete Samajwadi Party (SP), die früher ebenfalls die UPA-Allianz von außen unterstützt hatte. Während Samajwadi Party	mit 23 Abgeordneten und die Rashtriya Janata Dal mit 4 Abgeordneten trotz Verlusten wieder in der Lok Sabha vertreten waren, verlor die LJP mit 1.892.420 Stimmen (0,45 Prozent) ihre vier Mandate.
Paswan wurde daraufhin im Juli 2010 Mitglied der Rajya Sabha, des Oberhauses des Parlaments, und gehörte diesem bis Mai 2014 an. Er war in der 15. Legislaturperiode der Rajya Sabha von August 2010 bis Mai 2014 Mitglied des Ständigen Ausschusses für Personal, öffentliche Beschwerden, Recht und Justiz sowie zwischen September 2010 und Mai 2014 Mitglied des Petitionsausschusses. Daneben war er zwischen September 2010 und September 2011 zunächst Mitglied des Beratungsausschusses des Ministeriums für städtische Entwicklung sowie anschließend von September 2011 bis Mai 2014 Mitglied des Beratungsausschusses des Ministeriums für die Entwicklung menschlicher Ressourcen. Im Mai 2013 wurde er zudem Mitglied des Geschäftsordnungsausschusses der Rajya Sabha.

### Wiederwahl in die Lok Sabha und Rückkehr ins Kabinett
Bei der Wahl vom 7. April 2014 bis zum 12. Mai 2014 gehörte Paswans LJP zum Wahlbündnis National Democratic Alliance (NDA) unter Führung der Bharatiya Janata Party (NDA). In dem nach den Wahlen gebildeten Kabinett Modi I übernahm er am 27. Mai 2014 den Posten als Minister für Verbraucher, Ernährung und Versorgung der Bevölkerung und behielt diesen Posten bis zum Ende der ersten Amtszeit von Ministerpräsident Narendra Modi am 30. Mai 2019. Am 29. Mai 2015 wurde er ferner Mitglied des Ausschusses der Lok Sabha für allgemeine Angelegenheiten. Am 28. Juni 2019 wurde Ram Vilas Paswan wieder Mitglied der Rajya Sabha und gehörte dieser bis zu seinem Tode am 8. Oktober 2020 an. Im Kabinett Modi II fungierte er zwischen dem 30. Mai 2019 und seinem Tode am 8. Oktober 2020 auch wieder als Konsumentenangelegenheiten, Ernährung und Versorgung der Bevölkerung. Sein Nachfolger in diesem Ministeramt wurde am 9. Oktober 2020 Piyush Goyal, der zugleich Minister für Eisenbahn, Handel und Industrie ist.
Die Bundelkhand University in Jhansi verlieh ihm einen Ehrendoktortitel in Literaturwissenschaften (D.Litt.). Paswan war zwei Mal verheiratet, und zwar von 1969 bis zur Scheidung 1981 mit Rajkumari Devi sowie von 1982 bis zu seinem Tode mit Reena Paswan. Aus seinen Ehen gingen drei Töchter und der Sohn Chirag Paswan hervor, der Schauspieler war und seit 2014 ebenfalls Mitglied der Lok Sabha ist. Ram Vilas Paswans jüngerer Bruder Ram Chandra Paswan war zwischen 2014 und seinem Tode 2019 auch Mitglied der Lok Sabha. Nach dessen Tode wurde Ram Chandra Paswans Sohn und damit ein Neffe Ram Vilas Paswans, Prince Raj, 2019 ebenfalls Mitglied der Lok Sabha.
Paswan starb nur wenige Tage nach einer Herzoperation, welche am Wochenende des 3. und 4. Oktober 2020 durchgeführt wurde, in einem Krankenhaus in Delhi im Alter von 74 Jahren.